# Berruga plantar
Una berruga plantar (verrucosa pedis), o verruca vulgaris, és una berruga que apareix a la part inferior del peu o als dits dels peus. El seu color és típicament similar al de la pell. Sovint apareixen petits punts negres a la superfície. En una zona es poden produir un o més. Poden provocar dolor amb la pressió, de manera que caminar pot resultar difícil.
Són causats pel virus del papil·loma humà (VPH). Cal una ruptura a la pell perquè es produeixi la infecció. Els factors de risc inclouen l'ús de dutxes comunitàries, haver tingut berrugues anteriors i una inmunitat deficient.
El diagnòstic es basa normalment en els símptomes.
El tractament només és necessari si està causant símptomes, però sempre resulta indicat anar a un especialista (podòleg, dermatòleg, etc.). Això pot incloure àcid salicílic, crioteràpia, fluorouracil o bleomicina (agents utilitzats en la quimioteràpia), i extirpació quirúrgica. En general, s'ha d'eliminar la pell de la lesió abans del tractament. En aproximadament un terç o dos terços dels casos, desapareixen sense tractament específic, però això pot trigar uns quants anys.
Les berrugues plantars són comunes. Els nens i els adults joves són els més afectats.

## Signes i símptomes
Els seus colors solen ser similars als de la pell propera. A les seves superfícies poden aparèixer petits punts negres. En una zona es poden produir un o més. Poden provocar dolor amb pressió, de manera que caminar pot resultar difícil.

## Causes
Les berrugues plantars són tumors benignes epitelials generalment causats per la infecció pel virus del papil·loma humà (VPH) tipus 1, 2, 4, 60 o 63, però també han estat causats pels tipus 57, 65, 66 i 156. Aquests tipus es classifiquen com a clínics (símptomes visibles). El virus ataca la pell compromesa mitjançant el contacte directe, possiblement entrant a través de petits talls i abrasions a la capa còrnia (capa més externa de la pell). Després de la infecció, les berrugues poden no ser visibles durant diverses setmanes o mesos. A causa de la pressió sobre la planta del peu o el dit, la berruga s'empeny cap a dins i es pot formar una capa de pell dura sobre la berruga. Una berruga plantar pot ser dolorosa si no es tracta.
Les berrugues es poden estendre per autoinoculació, infectant la pell propera o per superfícies contaminades per caminar. Es poden fusionar o desenvolupar-se en grups anomenats «mosaic de berrugues».

## Diagnosi
Una berruga plantar és una petita lesió que apareix a la superfície de la pell i que normalment s'assembla a una coliflor, amb petites petèquies negres (petites hemorràgies sota la pell) al centre. Es pot produir un sagnat puntual quan es tallen. Les berrugues plantars es produeixen a la planta dels peus i als dits. Poden ser doloroses quan l'individu està dempeus o caminant.

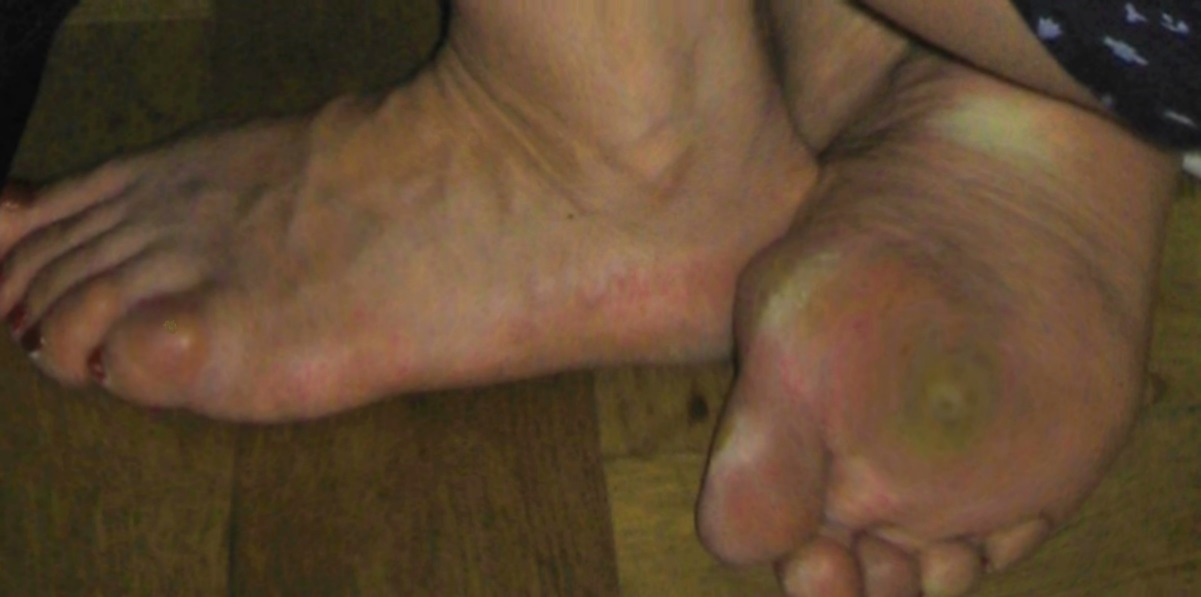
Berruga plantar de 30 anys
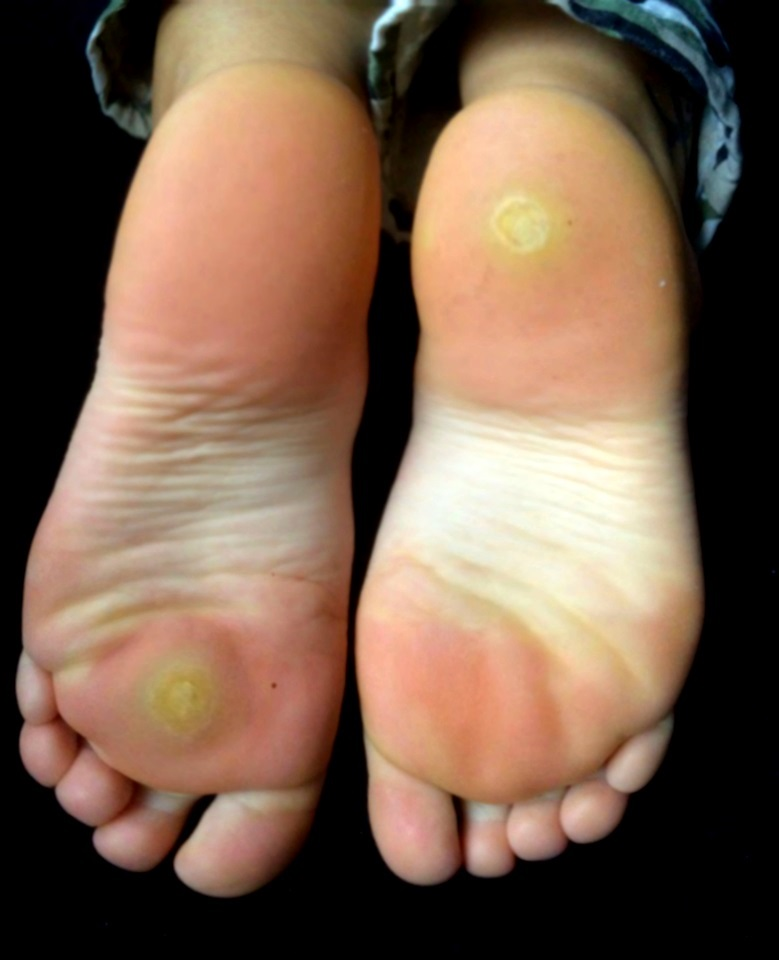
Berrugues plantars profundes i doloroses
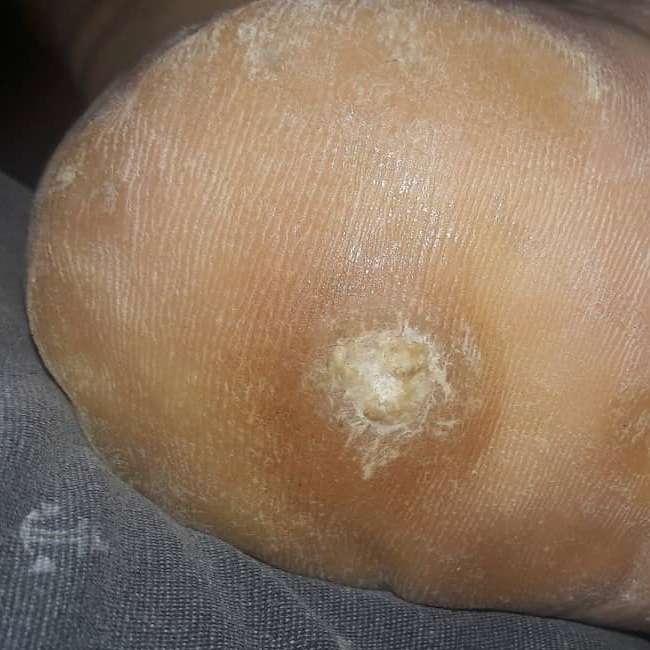
Berruga plantar profunda al taló

Les berrugues plantars solen ser similars a les durícies o als ulls de poll, però es poden diferenciar mitjançant una observació atenta de les estries de la pell. Els peus estan coberts de crestes de fricció, que són semblants a les empremtes dactilars dels peus. Les crestes de fricció es veuen alterades per les berrugues plantars; si la lesió no és una berruga plantar, les estries continuen a través de la capa superior de la pell. Les berrugues plantars solen ser doloroses amb l'aplicació de pressió a banda i banda de la lesió en lloc de la pressió directa, a diferència de les durícies (que acostumen a ser doloroses amb la pressió directa).

## Prevenció
El virus del papil·loma humà (VPH) es transmet per contacte directe i indirecte d'un hoste infectat. Evitar el contacte directe amb superfícies contaminades (com ara vestidors, bancs i dutxes comunitàries), evitar compartir sabates i mitjons, i evitar el contacte de berrugues en altres parts del cos i en el cos d'altres persones pot ajudar a reduir la propagació de la infecció. La infecció és menys freqüent entre els adults que els nens.

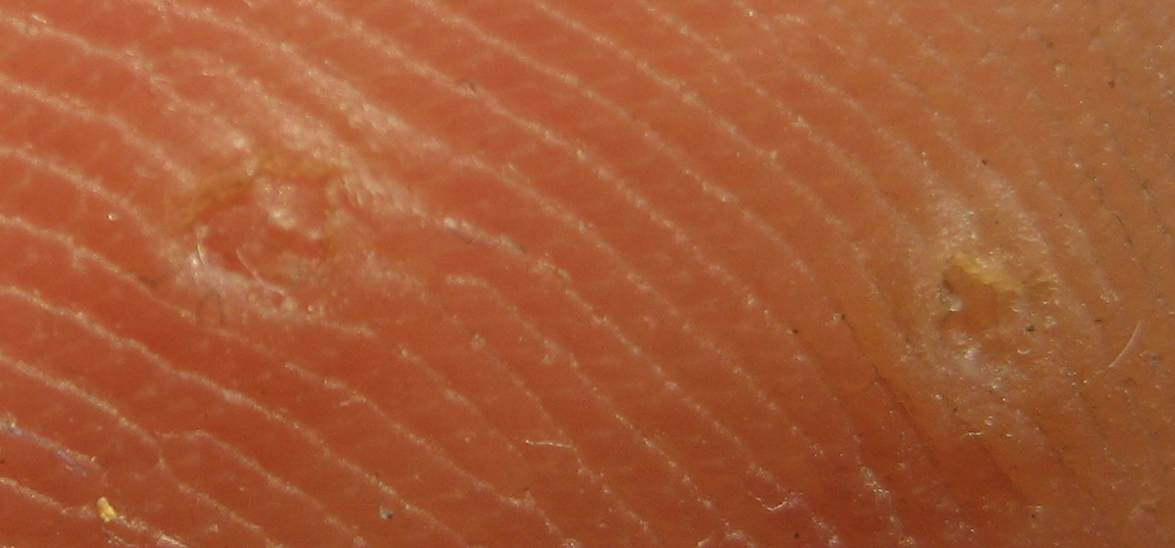
Berrugues plantars recents
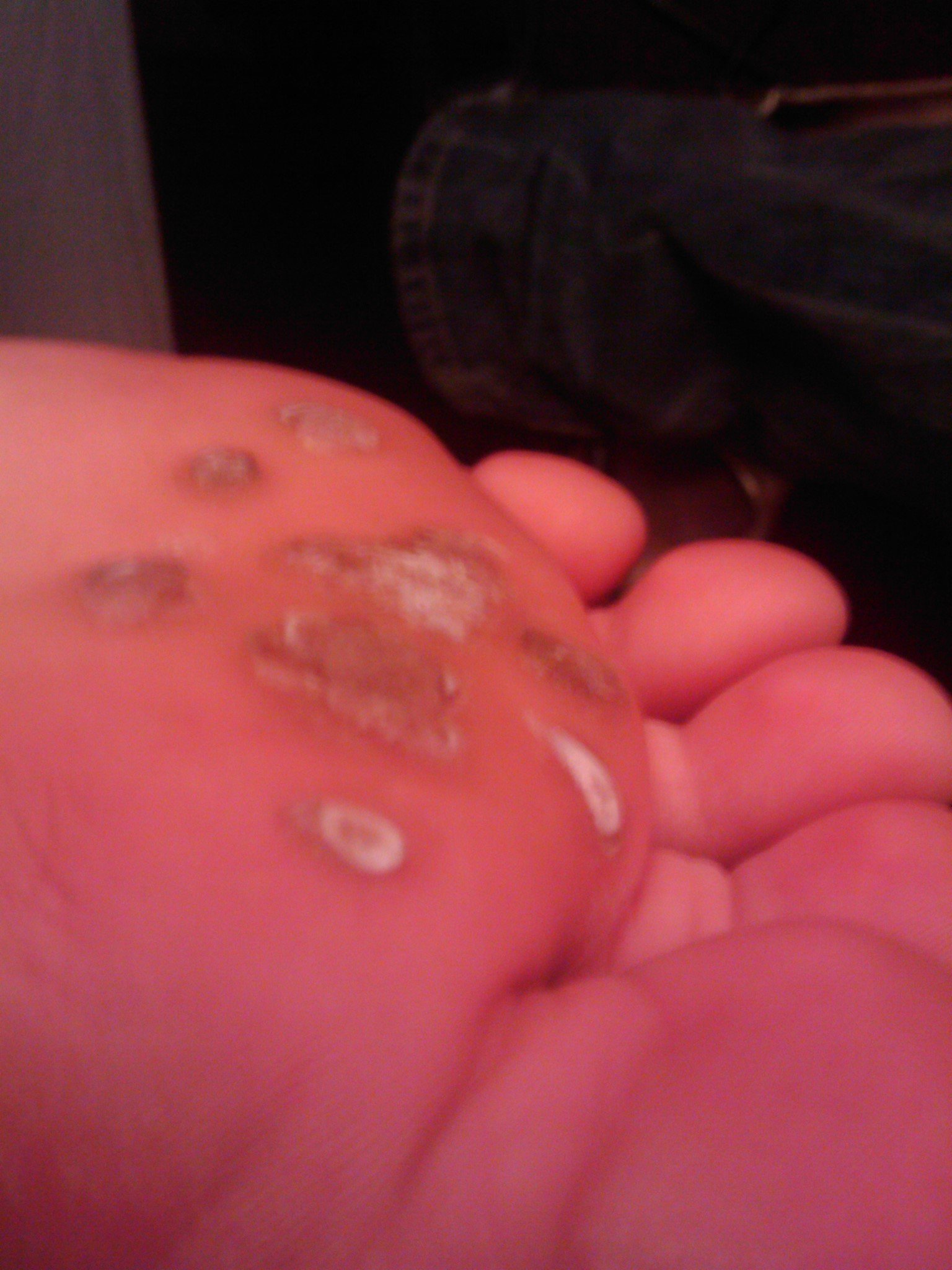
Grup de berrugues formant un mosaic de berrugues

Com que totes les berrugues són contagioses, s'han de prendre precaucions per evitar-ne la propagació. Les recomanacions inclouen:
- Cobrir-les amb un embenat adhesiu mentre es neda.
- Fer servir mitjons de natació de làtex
- Utilitzar xancletes quan s'utilitza dutxes comunitàries
- No compartir tovalloles.

Les berrugues plantars no es prevenen mitjançant la inoculació amb vacunes contra el VPH perquè les berrugues són causades per diferents soques de VPH. Gardasil protegeix contra les soques 6, 11, 16 i 18, i Cervarix protegeix contra 16 i 18, mentre que les berrugues plantars són causades per les soques 1, 2, 4 i 63.

## Tractament
S'ha trobat que diversos tractaments són efectius. Una revisió del 2012 de diferents tractaments per a les berrugues de la pell en persones sanes va concloure un benefici modest de l'àcid salicílic, i el tractament amb crioteràpia és semblant a la de l'àcid salicílic.

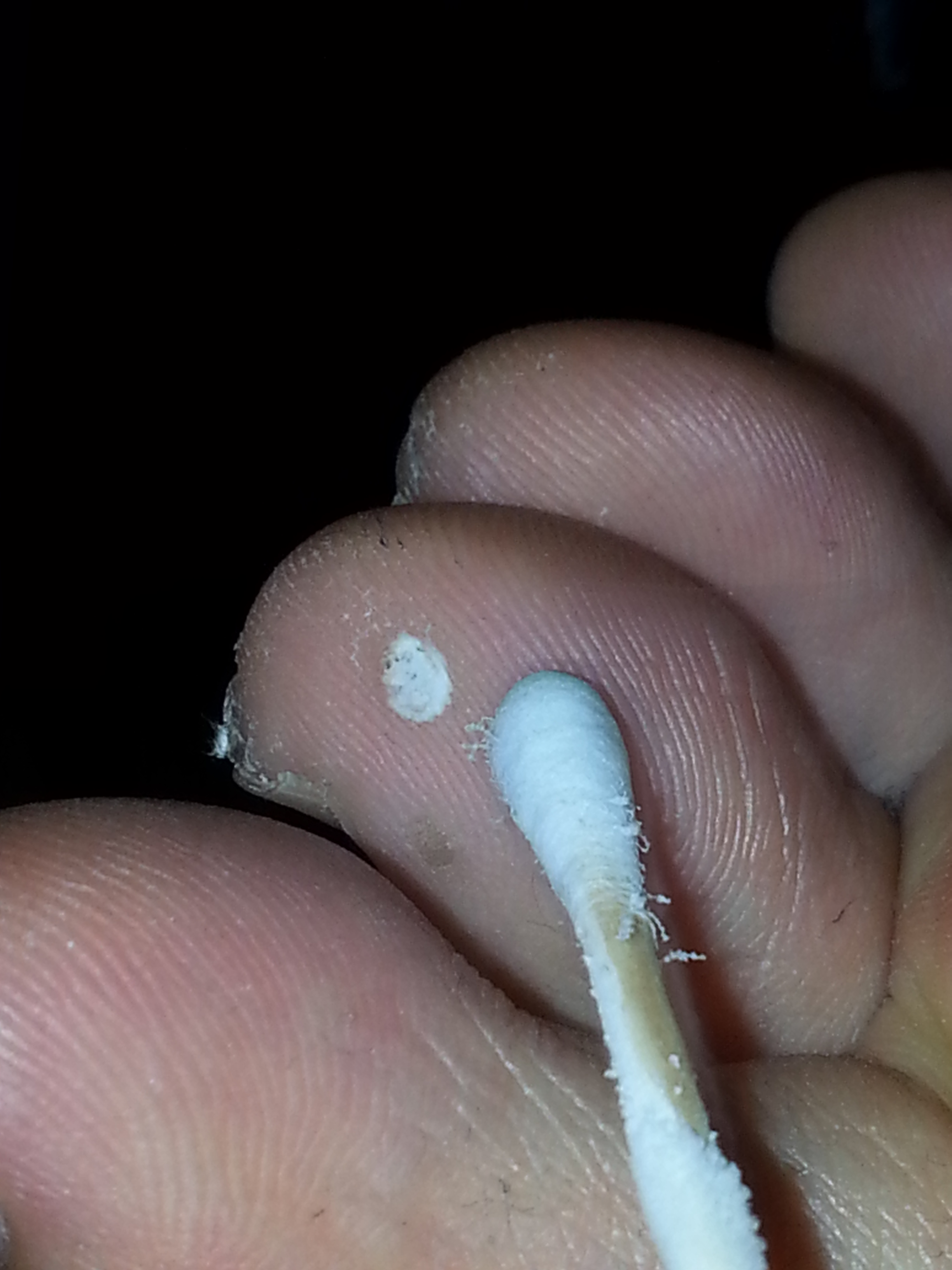
La crioteràpia s'aplica a una berruga plantar amb un bastonet de cotó

### Medicació
L'àcid salicílic, el tractament de les berrugues per queratòlisi, consisteix a eliminar les cèl·lules mortes de la superfície de la pell amb productes químics queratolítics com l'àcid salicílic o l'àcid tricloroacètic. Aquests estan disponibles en productes sense recepta, però en concentracions més altes pot ser que hagi de ser prescrit per un metge. S'ha demostrat que un tractament diari de 12 setmanes amb àcid salicílic condueix a una eliminació completa de les berrugues en un 10-15% dels casos.
L'àcid fòrmic, tòpic, és un tractament habitual per a les berrugues plantars, que funciona aplicant-se durant un període, fent que el cos rebutgi la berruga.
La crema de fluorouracil, un agent de quimioteràpia que de vegades s'utilitza per tractar el càncer de pell, es pot utilitzar en berrugues especialment resistents, bloquejant la producció i reparació d'ADN i ARN viral.
La bleomicina, un fàrmac de quimioteràpia més potent, es pot injectar a les berrugues profundes, destruint l'ADN o l'ARN viral. La bleomicina no està aprovada per la FDA dels Estats Units d'Amèrica per a aquest propòsit. Els possibles efectes secundaris inclouen la necrosi dels dits, la pèrdua de les ungles i la síndrome de Raynaud. El tractament habitual és una o dues injeccions.
La immunoteràpia, com a injecció intralesional d'antígens (galteres, candida o antígens de tricofitina USP), és un tractament de la berruga que pot desencadenar una resposta immune de l'hoste al virus de la berruga, donant lloc a la resolució de la berruga. Ara es recomana com a teràpia de segona línia.

### Cirugia
El nitrogen líquid i els mètodes de criocirurgia similars són tractaments quirúrgics habituals, que actuen congelant l'estructura cel·lular externa de les berrugues, destruint el teixit viu.
L'electrodesecació i l'excisió quirúrgica poden produir cicatrius.

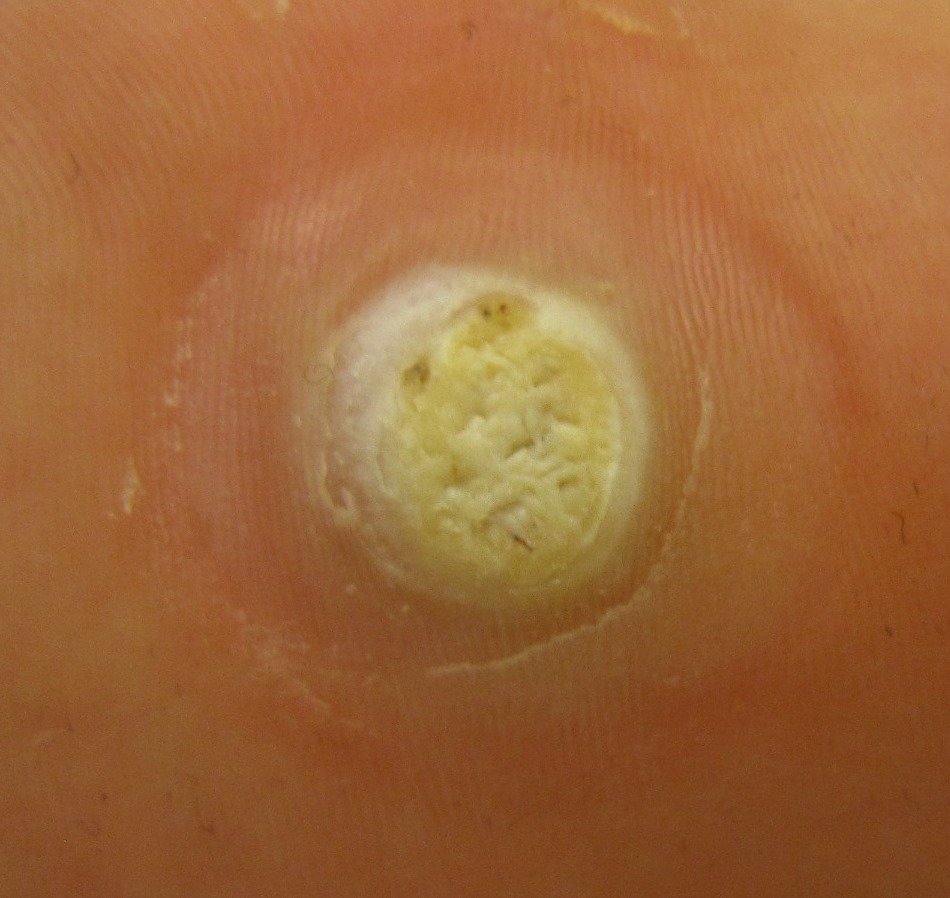
Imatge de primer pla d'una gran berruga plantar
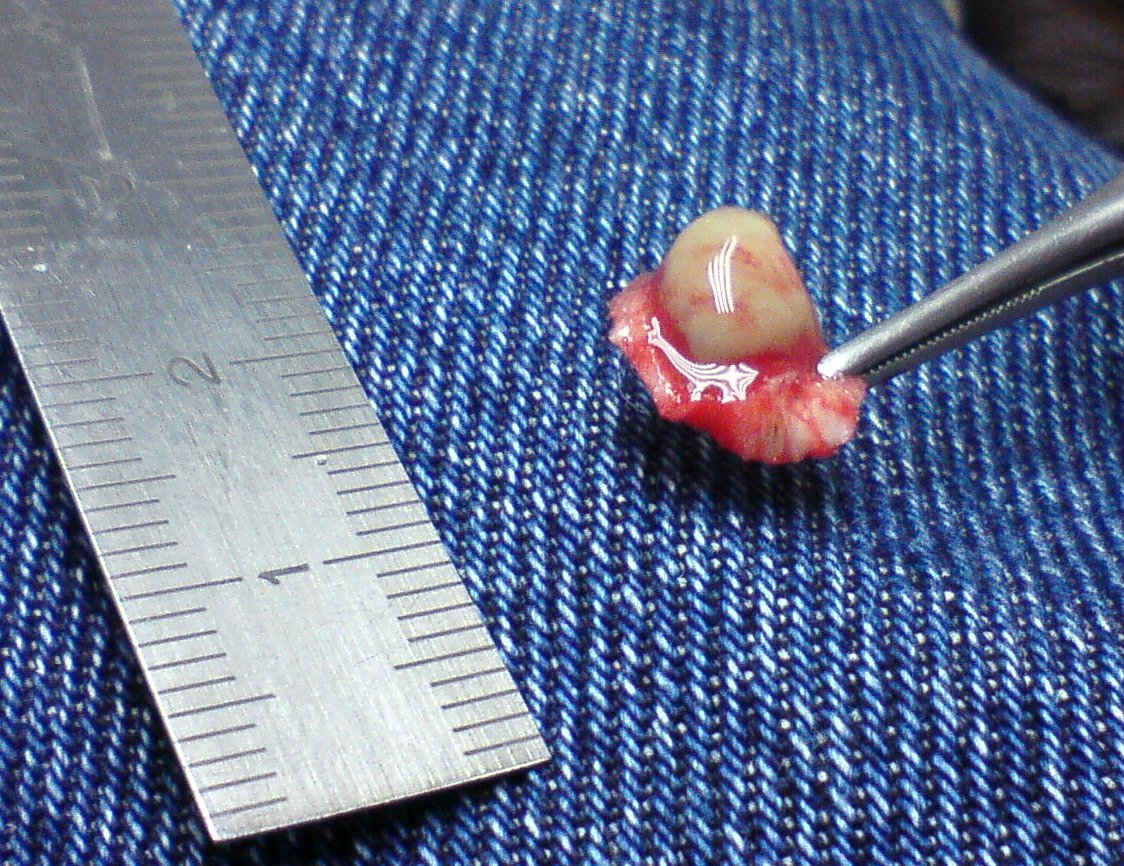
Una berruga plantar de 7 mm retirada quirúrgicament de la planta del peu d'una persona després que altres tractaments fracasssin

La cirurgia làser és generalment un tractament d'últim recurs, ja que és cara i dolorosa, però pot ser necessària per a les berrugues grans i difícils de curar.
La cauterització pot ser eficaç com a tractament prolongat. Com a tractament a curt termini, la cauterització de la base amb anestèsia pot ser eficaç, però aquest mètode comporta el risc de cicatrius o queloides. L'extirpació quirúrgica posterior, si cal, també comporta el risc de queloides i/o recurrència a la cicatriu quirúrgica.